# Sveti Ilija
Sveti Ilija falu és község Horvátországban, Varasd megyében. Közigazgatásilag Beletinec, Doljan, Križanec, Krušljevec, Seketin, Tomaševec Biškupečki és Žigrovec falvak tartoznak hozzá.

## Fekvése
Varasdtól 6 km-re délre a Drávamenti-síkság szélén fekszik. Nyugatról Beretinec, északról Varasd városa, keletről Gornji Kneginec, délről pedig Novi Marof városa határolja.

## Története
A község területén már a történelem előtti időkben is éltek emberek. Ez bizonyítja a határában előkerült két kőbalta, melyeket Sveti Ilija és a Krušljevechez közeli Krč erdő területén találtak. A római civilizáció az i. e. 1. században érte el ezt a térséget és a római utak mellett, melyek útvonala a középkori fennmaradt kialakultak a középkori falvak. A község területének első földrajzi nevei közül Beletinec mint erősség és az Obreš pataknév már a zágrábi káptalan 1236-os oklevelében szerepelnek "Beletyncy", illetve "Obrys" alakban. Plébániája is felbukkan már 1247-ben írott forrásban, azonban még Orbys néven. Ezt a dátumot tartja a falu ma is alapítási dátumának. Sveti Ilija plébániájának első írásos említése 1334-ben történik Ivan zágrábi főesperesnek a zágrábi káptalan helyzetéről írott oklevelében. Mihály nevű papját 1501-ben említik, régi gótikus plébániatemplomát 1638-ban említik először. A korabeli dokumentumok szerint a faluban már a 17. század közepén volt iskolai oktatás. A tanítók egyúttal a kántori feladatokat is ellátták. A gótikus plébániatemplomot később barokk stílusban építették át, végül lebontották és 1914-ben új templomot építettek helyette.
A falu 1920-ig Varasd vármegye Varasdi járásához tartozott, majd a Szerb-Horvát Királyság része lett. Sveti Ilija 1992-ben község központja, addig a hozzá tartozó falvakkal együtt közigazgatásilag Varasd városához tartozott. 1997-ben ünnepelte fennállásának 750. évfordulóját. 2001-ben a községnek 3532, a falunak 544 lakosa volt.

## Nevezetességei
- Szent Illés tiszteletére szentelt plébániatemploma 1912 és 1914 között épült a középkori templom helyén. A templomot az első világháború kezdetén szentelték fel, főoltárát 1919-ben szentelte fel Antun Bauer zágrábi püspökhelyettes. Hosszúkás, egyhajós épület, amelynek félköríves szentélye szűkebb, mint az északi oldalon fekvő hajó. A főbejárat a déli oldalon található. A templom harmonikus arányokkal rendelkezik, különböző neo stílusú elemeket használ és kombinál. A templom különleges jelentőségét a térben való elhelyezkedése és a kultúrtörténeti szerepe adja.

- A plébániaház a templomtól északnyugatra, annak közvetlen közelében található. Téglalap alaprajzú, egyemeletes barokk épület.

- A Sladović család kastélya (romos állapotban). A parkban 19. századi kápolna áll.

## Külső hivatkozások
- A község hivatalos oldala